# Pouilly-sur-Saône
Pouilly-sur-Saône é uma comuna francesa na região administrativa da Borgonha-Franco-Condado, no departamento de Côte-d'Or. Estende-se por uma área de 5,13 km². Em 2010 a comuna tinha 614 habitantes (densidade: 119,7 hab./km²).